# Edward Tynte
Edward Tynte († 26. Juni 1710 möglicherweise in Charleston in der Province of Carolina) war ein englischer Kolonialgouverneur der Province of Carolina.

## Lebenslauf
Edward Tynte entstammte einer in den niederen Adelstand (Baron) erhobenen Familie in Somerset. Trotzdem sind die Namen seiner Eltern nicht überliefert. Auch sein Geburtsdatum und sein Geburtsort sind nicht überliefert. Am 9. Dezember 1708 wurde er zum zukünftigen Kolonialgouverneur der Province of Carolina ernannt. Dieses Amt trat er aber erst mit fast einem Jahr Verzögerung am 26. November 1709 an. Er löste Nathaniel Johnson als Gouverneur ab und übte es nur für sieben Monate bis zu seinem Tod am 26. Juni 1710 aus. In dieser Zeit konnte er in seiner politisch gespaltenen Kolonie wenig bewegen. Hauptprobleme jener Zeit waren der noch immer andauernde Queen Anne’s War und die Spannungen zwischen den verschiedenen religiösen Gruppen. Eines der wenigen Gesetze, die unter Tynte verabschiedet wurden, stellte die Weichen für ein zukünftiges neues und kostenloses Schulsystem.